# Epiphanes clavulata
Epiphanes clavulata is een raderdiertjessoort uit de familie Epiphanidae. De wetenschappelijke naam van deze soort is voor het eerst geldig gepubliceerd in 1831 door Ehrenberg.